# L'eunuco femmina
L'eunuco femmina (The Female Eunuch) è un saggio di Germaine Greer pubblicato nel 1970, considerato un classico del femminismo angloamericano.

## Descrizione
Esponente del femminismo radicale, Germaine Greer sostiene nel suo saggio che la liberazione della donna consiste nel riacquisire la propria identità umana e sessuale, uscendo dalla condizione di essere un eunuco femmina.
L'opera si suddivide in 4 parti. La prima è incentrata sui pregiudizi relativi al corpo della donna, dove l'autrice si oppone alla tesi freudiana che si limita a opporre i due orgasmi femminili senza mettere in discussione quanto la genitalità sia enfatizzata. La seconda parte è incentrata sulla soppressione dell'anima femminile e sulla costruzione dello stereotipo dell'eterno femminino che si manifesterebbe in ogni età delle donne. La terza parte è incentrata sui miti dell'amore dettati, secondo il parere dell'autrice, da un rapporto di coppia sadomaso dove la donna è parte lesa. L'ultima parte è dedicata all'odio, visto come degenerazione di un amore malato e pervertito nelle sue forme masochiste e sadiche.
Vi è un'ultima parte denominata Rivoluzione, nella quale si descrive una possibile correzione nell'uso delle proprie energie sia da parte degli uomini e che delle donne. L'autrice propone alternative alla costrizione, quali la liberazione dell'eros e il rifiuto della polarità maschio-femmina.

## Edizioni italiane
- L'eunuco femmina, Bompiani, 1976, ISBN 8845200906, ISBN 978-8845200908.